# Dieffenbachia enderi
Dieffenbachia enderi är en kallaväxtart som beskrevs av Adolf Engler. Dieffenbachia enderi ingår i släktet prickbladssläktet, och familjen kallaväxter. Inga underarter finns listade.